# Richard Basehart
Richard Basehart, född 31 augusti 1914 i Zanesville, Ohio, död 17 september 1984 i Los Angeles, Kalifornien, var en amerikansk skådespelare. Basehart har en stjärna på Hollywood Walk of Fame.
Han var 1951–1960 gift med skådespelaren Valentina Cortese (1923–2019).

## Filmografi i urval
- 1948 – Nattmänniskan
- 1949 – Skräcknätter i Paris
- 1950 – Farlig frihet
- 1951 – Fjorton timmar
- 1951 – Förrädare
- 1951 – Bajonett på!
- 1953 – Titanic
- 1954 – La strada
- 1955 – Skurken
- 1956 – Moby Dick
- 1956 – The Extra Day
- 1957 – Krigets ansikte
- 1958 – Bröderna Karamazov
- 1960 – Porträtt i svart
- 1964–1968 – Voyage to the Bottom of the Sea (TV-serie)
- 1978 – Familjen Macahan (TV-serie)
- 1979 – Välkommen Mr. Chance!
- 1982–1986 – Nattens riddare (TV-serie) (röst)